# Rede Mineira de Viação
Rede Mineira de Viação (1931-1965) foi uma ferrovia do Brasil.

## História
No dia 30 de outubro de 1906, Lauro Müller, então Ministro da Viação e Obras Públicas do governo Rodrigues Alves, assinou o decreto nº. 6.201 que dava bases para a constituição de uma rede de viação férrea sul-oeste de Minas, que propunha o arrendamento das ferrovias do sul do estado mais a Estrada de Ferro Oeste de Minas. O decreto não surtiu efeito da maneira como foi proposto. Porém, em 1910, era criada a Companhia de Estradas de Ferro Federais Brasileiras - Rede de Viação Sul Mineira, que arrendava, à Viação Férrea Sapucaí, as Estrada de Ferro Minas e Rio (The Minas and Rio Railway Company) e a Estrada de Ferro Muzambinho, tornando-as uma malha única (a Minas e Rio já pertencia à União Federal na ocasião). Arrendada à Companhia Viação Férrea Sapucaí, uma empresa de caráter privado, em 1910, em 1922 a Rede Sul Mineira foi arrendada pela União ao estado de Minas Gerais.

## Ferrovias formadoras
- Rede Sul Mineira (então já resultado da encampação das ferrovias Estrada de Ferro Minas e Rio e Estrada de Ferro Muzambinho pela Companhia Viação Férrea Sapucaí[4] e posterior arrendamento pelo Estado de Minas Gerais)[3].
- Estrada de Ferro Oeste de Minas

## Criação da RMV

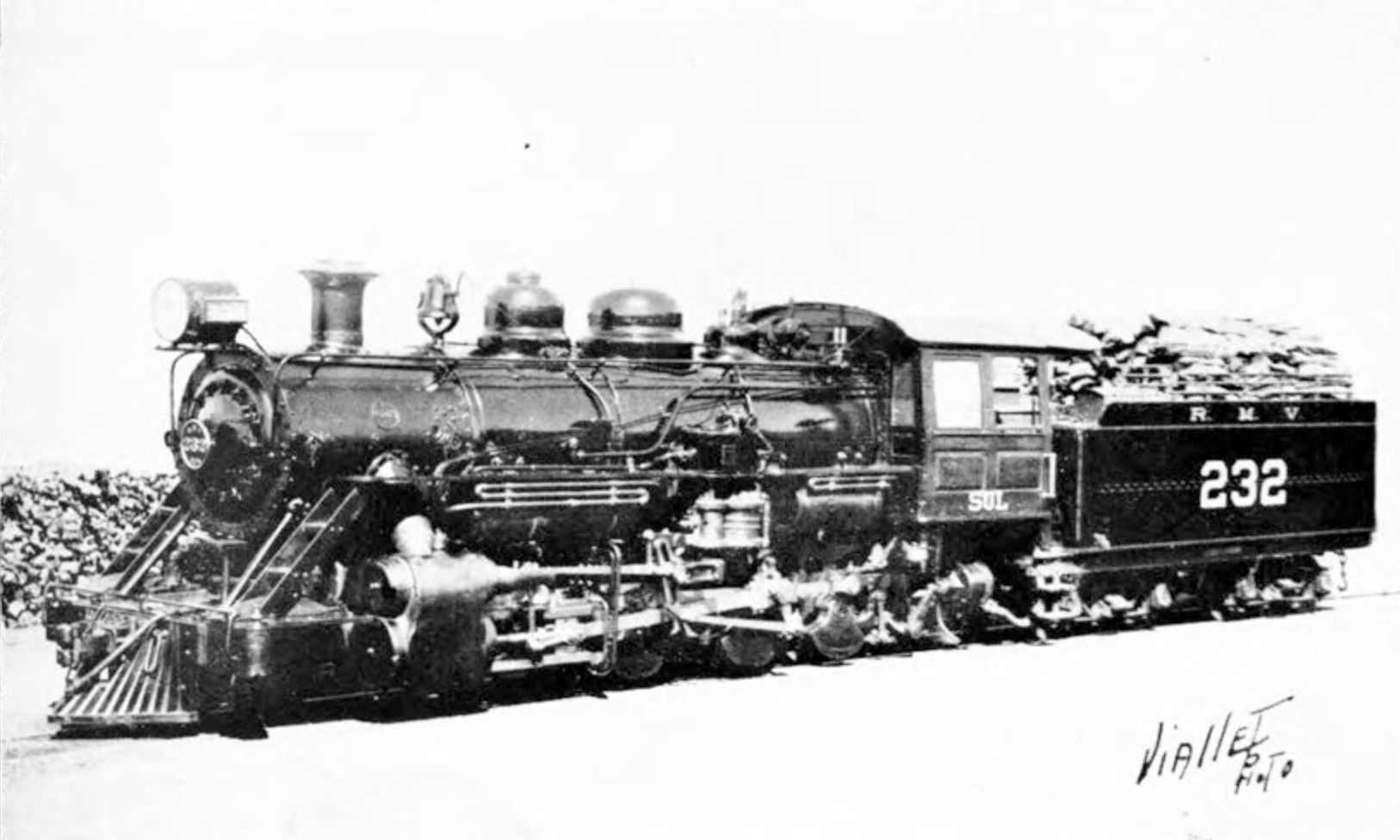
Locomotiva tipo "Consolidation" da RMV (1934).

A Estrada de Ferro Oeste de Minas era administrada pela União desde 1902 e foi arrendada ao estado de Minas Gerais no dia 19 de janeiro de 1931, por meio do Decreto nº 19.602, quando:
“foi, pelo Governo Federal, lavrado o contrato com o Governo de Minas Gerais, para o arrendamento da Estrada de Ferro Oeste de Minas. Por esse contrato, ficou resolvido que a Oeste seria, como está sendo, explorada técnica e financeiramente em comum com a Estrada de Ferro Paracatu e a Rede de Viação Sul Mineira, sob a denominação de Rede Mineira de Viação”.

Assim, no dia 11 de março de 1931, através do Decreto nº 9.882, era aprovado pelo presidente do estado de Minas Gerais, Olegário Maciel, o regulamento de criação da Rede Mineira de Viação. Assim estabelecia esse decreto em seus cinco primeiros artigos: 

"Art. 1.° — Fica criada a Rede Mineira de Viação, que se comporá de duas estradas de ferro: a Estrada de Ferro Oeste de Minas e a Estrada de Ferro Sul de Minas.
§ único: — A Estrada de Ferro Oeste de Minas será constituída da atual via férrea da mesma designarão e da Estrada de Ferro Paracatu, que terá a denominação de Ramal de Paracatu. A Estrada de Ferro Sul de Minas será constituída da via férrea, que ora se denomina Rede de Viação Sul Mineira.
Art. 2.° — A Rede Mineira de Viação terá organização industrial e será autônoma, sob o ponto de vista técnico, bem como sob o ponto de vista financeiro, não lhe cabendo nenhuma dotação ou subvenção dos cofres do Estado.
Art. 3.° — A Rede Mineira de Viação será dirigida por um superintendente e cada uma das estradas de ferro, de que ela se compõe, por um diretor, subordinado ao superintendente.
Art. 4.° — Tanto o superintendente como os dois diretores serão nomeados pelo Presidente do Estado, que os escolherá entre os engenheiros civis nacionais de reconhecida competência em matéria ferroviária.
Art. 5.° — A superintendência, que ficara subordinada à Secretaria da Agricultura, terá a sua sede em Belo Horizonte, e as duas diretorias em lugares que o governo designar."

Durante os primeiros anos, a RMV ficou dividida em duas estradas de ferro. A Oeste de Minas continuou sendo Estrada de Ferro Oeste de Minas – RMV Oeste, e a Rede Sul Mineira passou a ser denominada Estrada de Ferro Sul de Minas – RMV Sul. Mas, sob o Decreto-Lei nº 132, de 23 de setembro de 1938, foi estabelecida a unificação da Rede Mineira de Viação, com a centralização administrativa e extinção das razões sociais das RMV-Oeste e da RMV-Sul. Essa mudança pode ser conferida em fotografias que demonstram visualmente os resultados desse decreto. No Relatório de 1938, apresentado ao governador, Benedito Valadares Ribeiro, pelo diretor Demerval José Pimenta, lê-se: 
"A Rede Mineira de Viação vinha se ressentindo da falta de um regulamento que norteasse os seus trabalhos.
Não havia economia sistemática, nem normas gerais para os serviços. Os múltiplos e complexos problemas eram solucionados de acordo com a orientação pessoal de cada dirigente.
Não havia uma regulamentação para os deveres, os direitos e as atribuições de cada funcionário, o que é indispensável numa estrada de ferro bem organizada.
Isto não só prejudicava os serviços da Estrada, como também os próprios empregados, que não tinham perfeitamente assegurados os seus direitos de acesso às categorias imediatas. A própria disciplina vinha sendo afetada pelos descontentamentos do pessoal.
Além disso, as divergências que existiam em instruções gerais para as rotinas de trabalho dificultavam ainda mais os administradores da Rede, por ser esta formada de três estradas de organização e métodos de serviço inteiramente diversos.
Considerando essas anomalias, confeccionamos um projeto de Regulamento que, submetido à elevada apreciação de V. Excia., foi aprovado pelo Decreto-lei n.° 132, de 23 de setembro de 1938, e entrou em vigor imediatamente."
Nessa época, as ferrovias da América do Norte e as principais do Brasil, onde o maior exemplo era a Central do Brasil, estavam trocando as locomotivas a vapor pelas diesel-elétricas. Um esforço de modernização da frota que demonstra a importância desse meio de transporte nessas localidades e, mais do que isso, o investimento executado nessas ferrovias maiores de domínio federal como a Central do Brasil e a Santos-Jundiaí. Enquanto isso, as estradas arrendadas aos estados sofriam uma degradação enorme em comparação às que continuavam sob o domínio federal. Dois exemplos são a Estrada de Ferro Goiás  e a RMV, cada uma arrendada ao seu respectivo estado. Enquanto a Central ia se desfazendo das locomotivas a vapor substituindo-as pelas diesel-elétricas, as duas citadas se manteriam com as suas “marias-fumaça”.

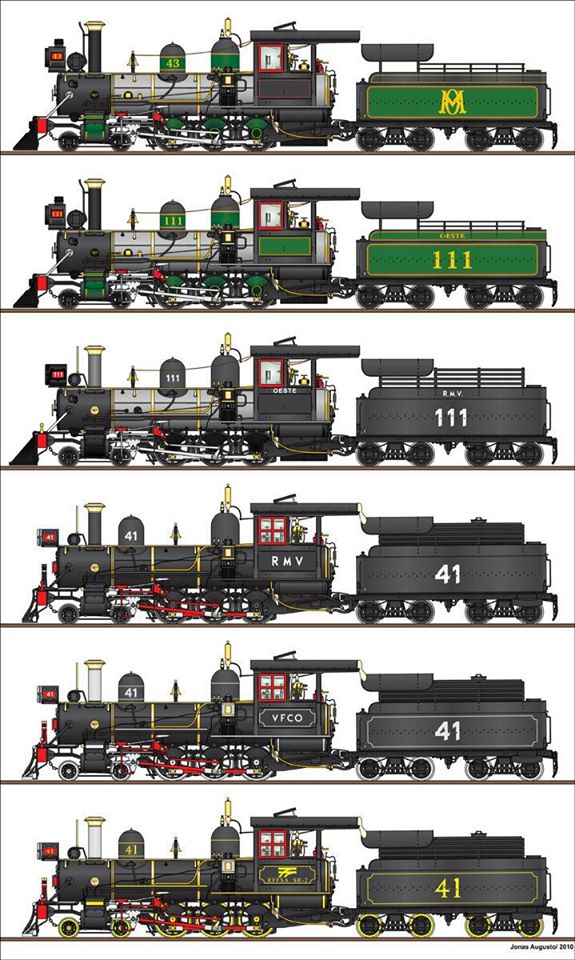
Mudanças no esquema de pintura de acordo com o período administrativo. Ao centro, as duas fases da Rede Mineira de Viação, com a clara renumeração devido à unificação pelo decreto 132.

### Incorporadas
Desde 1931, a Rede Mineira de Viação ficou responsável pela administração de três ramais pertencentes ao Estado de Minas Gerais, ligando pontos da Rede às cidades de Três Pontas, Machado e São Gonçalo do Sapucaí, todas no Sul de Minas. Esses ramais anteriormente eram linhas tronco pertencentes, respectivamente, às:
- Estrada de Ferro Trespontana
- Estrada de Ferro Machadense
- Estrada de Ferro São Gonçalo

Esses ramais possuíam baixa capacidade de tráfego e, segundo o diretor da RMV, Demerval Pimenta, não sobreviveriam sem a encampação por parte da União, no interior da vigência do contrato de arrendamento da Rede Mineira de Viação com a União. Assim, procedeu-se à proposição de encampação, feita pela diretoria da Rede Mineira, que foi aceita pelo governo federal.

## Devolução à União
Em 1950 Juscelino Kubitschek é eleito governador de Minas Gerais, iniciando seu mandato no ano seguinte. Segundo Maria Elisabete Gontijo dos Santos, 
“A questão do transporte, na perspectiva juscelinista, estava praticamente limitada à construção de rodovias. A base do transporte do Estado, até então, era realizada pela Rede Mineira de Viação (RMV), que, apesar dos 3.900km de extensão e dos 3,5 milhões de passageiros transportados em 1952, era altamente deficitária. O governo estadual não tinha interesse em mantê-la, apesar de algumas iniciativas para a modernização da ferrovia. JK, antes mesmo de tomar posse no governo, fechara, em acordo com Getúlio Vargas, a devolução da RMV à União, o que foi concretizado em agosto de 1953”.
Depois de passados cinco anos da devolução à União, da RMV, é criada a Rede Ferroviária Federal S. A., já no governo federal do mesmo Juscelino Kubitschek.

## Linhas e ramais
| Linha                         | Origem              | Destino                   | Extensão (km) |
| ----------------------------- | ------------------- | ------------------------- | ------------- |
| Linha Tronco                  | Angra dos Reis (RJ) | Goiandira (GO)            | 1.125,70      |
| Linha Garças a Belo Horizonte | Iguatama (MG)       | Belo Horizonte (MG)       |               |
| Linha da Barra do Paraopeba   | Antônio Carlos (MG) | Morada Nova de Minas (MG) | 601,8         |